# Зелембаћ
Зелембаћ (Lacerta viridis) је врста европског гуштера. Спада у разред гмизаваца, ред љускара, а подред гуштера.

## Опис
Зелембаћ спада у крупне гуштере Европе. Мужјаци су зелени са црним тачкама на леђима и карактеристични по тиркизно плавој боји врата која је у доба парења изузетно уочљива. Женке могу имати браонкасту боју леђне стране тијела или зеленкасто-браонкасту. Трбушна страна тијела код оба пола је светлозелене боје. Дужина тијела им достиже 13 cm, а дужина репа им даје додатних 25-30 cm. Зелембаћ је веома брз и за његову брзину заслужан је дугачак реп. Мужјаци су крупнији од женки и имају робуснију главу. Уколико зелембаћ буде изненађен остаје скамењен и лако се може ухватити. У случају опасности бране се угризима.
Животни век у природи је до 10 година. У зависности од климе подручја, у зимска склоништа се повлачи обично у новембру.

## Распрострањеност
Зелембаћ се простире на југу, истоку и западу балканског полуострва укључујући и острва. Заузима простор Кавказа и Мале Азије све до Израела и Ирана.

## Исхрана
Хране се инсектима, пауцима и другим бескичмењацима, мада могу појести и мање гуштере. Такође једу и јаја птица до којих дођу захваљујући способности пењања. Јачи су и од мањих птица па и њих лако поједу.

## Станиште
Зелембаћи насељавају грмолику вегетацију, осунчане камењаре и ливаде. У Србији је чест свугде где су станишта отвореног типа и прошарана жбуњем. Живе у миру док према слабијим и млађим од себе показују надмоћ.

## Размножавање
Парење почиње крајем маја и почетком јуна и тада мужјаци добијају плаву боју испод врата, а такође постају агресивни према осталим мужјацима. У борбама између мужјака често се деси да побијеђени мужјак остане без репа. Женке полажу 5-20 јаја која се излежу након седам недеља. Јаја су округла, величине грашка и бијеле боје. Из јаја се излежу млади зелембаћи који постају полно зрели након друге године живота.

## Статус
Према Међународној унији за заштиту природе (IUCN) носи статус последње бриге (LC), а такође и по Црвеној књизи фауне Србије II- Гмизавци по критеријумима дистрибуције, екологије и животне историје носи идентичан статус.
Налази се на Прилогу IV Директиве о стаништима ЕУ.

## Занимљивости
- Код женки се може јавити потпуно црна боја коже.
- Хибернација почиње почетком октобра и завршава се почетком априла осим код популација у Грчкој и Италији које су активне током цијеле године.